# Jesús José Cárdenas
Jesús Jechu Cárdenas (* Machala, Provincia de El Oro, Ecuador, 4 de abril de 1959) es un exfutbolista ecuatoriano que jugaba de delantero.

## Trayectoria
Nació en Machala pero desde temprana edad se fue a vivir a Guayaquil. Se formó como futbolista en la Liga Deportiva Estudiantil, donde permaneció por 3 años (1977-1980). En 1980 fue contratado por Emelec, club en donde se convertiría en goleador de todos los tiempos con 120 anotaciones, hasta que Carlos Alberto Juárez lo superó en el 2007.
Durante su estadía en Emelec, Cárdenas se convirtió en ídolo. En la peor década del club, uno de sus momentos más recordados fue cuando en 1981 Emelec estaba a punto de irse a la Serie B y en la última fecha perdía 2-0 contra el América en Quito y sólo el empate o la victoria los salvarían del descenso, en el segundo tiempo con el marcador en contra, Jesús Cárdenas logra empatar, luego fue expulsado el arquero del Emelec, y como ya no se podían hacer más cambios, Jesús Cárdenas fue quien tomó la decisión de tapar el resto del compromiso manteniendo el empate.
Fue un jugador importante en Emelec campeón en 1988. Su gol más recordado de ese año fue el que le anotó a El Nacional en Quito, aquel partido Emelec perdía 2x0, luego empató y Jesús Cárdenas anotó el tercero tras driblear al arquero se quedó parado en la línea del arco durante 7 segundos antes de hacer el gol. Ese año anotó 16 goles.
Cárdenas se retiró del fútbol a comienzos de 1994, luego de haber salido campeón el año anterior.

## Clubes
| Club                       | País    | Año         |
| -------------------------- | ------- | ----------- |
| Liga Deportiva Estudiantil | Ecuador | 1979 - 1980 |
| Emelec                     | Ecuador | 1980 - 1994 |

## Palmarés
| Título             | Club   | País    | Año  |
| ------------------ | ------ | ------- | ---- |
| Serie A de Ecuador | Emelec | Ecuador | 1988 |
| Serie A de Ecuador | Emelec | Ecuador | 1993 |
| Serie A de Ecuador | Emelec | Ecuador | 1994 |

- Datos: Q5930252